# アラン・ベルベリアン
アラン・ベルベリアン (Alain_Berbérian　アルメニア語: Ալեն Բերբերյան; 1953年 –2017年
) は、フランスの映画監督である。